# May Pang
May Fung Yee Pang (Nova Iorque, 24 de outubro de 1950) é uma ex-executiva musical americana. Ela trabalhou para John Lennon e Yoko Ono como assistente pessoal e coordenadora de produção. Quando Lennon e Ono se separaram em 1973, Pang e Lennon começaram um relacionamento que durou mais de 18 meses. Mais tarde, Lennon se referiu a esse período como seu "Fim de Semana Perdido". Pang publicou dois livros sobre seu relacionamento com Lennon: um livro de memórias, Loving John (Warner, 1983); e um livro de fotografias, Instamatic Karma (St. Martin's Press, 2008). Um documentário sobre o relacionamento deles, The Lost Weekend: A Love Story, foi produzido em 2022.
Pang foi casada com o produtor Tony Visconti de 1989 a 2000 e tem dois filhos.

## Biografia
Pang nasceu em Manhattan. Ela é filha de imigrantes chineses e cresceu no bairro espanhol do Harlem, em Nova York, com uma irmã mais velha e um irmão adotivo, ambos nascidos na China.  A mãe de Pang era dona e operava uma lavanderia na área. A família Pang deixou o Harlem Espanhol quando os cortiços onde viviam estavam programados para serem demolidos, mudando-se para um apartamento perto da 97th Street e da 3rd Avenue em Manhattan. 
Depois de se formar na Saint Michael Academy, Pang frequentou o New York City Community College. Ela aspirava ser modelo, mas agências de modelos teriam dito que ela era muito "étnica".  Os primeiros empregos de Pang incluíam ser um divulgadora de canções, o que significava encorajar artistas a gravar canções escritas por compositores.  Em 1970, ela começou a trabalhar em Nova York como recepcionista na ABKCO Records, escritório de gestão de Allen Klein, que na época representava a Apple Records e três ex-Beatles: Lennon, George Harrison e Starr.  
Pang foi convidado a ajudar Lennon e Ono com seus projetos de filmes de vanguarda, Up Your Legs Forever e Fly, em dezembro de 1970.  Pang então se tornou secretária, faz-tudo e gofer de Lennon e Ono na cidade de Nova York e na Grã-Bretanha. Isso levou a uma posição permanente como sua assistente pessoal quando os Lennons se mudaram de Londres para Manhattan em 1971.  Pang coordenou uma exposição de arte em Syracuse, Nova York, em 9 de outubro de 1971, para a mostra de arte This Is Not Here de Ono no Museu Everson.  O show de Ono coincidiu com o 31º aniversário de Lennon, e uma festa foi realizada no Hotel Syracuse, que contou com a presença de Ringo Starr, Phil Spector e Elliot Mintz. 

## "Fim de Semana Perdido"
Em meados de 1973, Pang estava trabalhando na gravação do álbum Mind Games de Lennon. Lennon e Ono estavam tendo problemas conjugais, e Ono sugeriu a Pang que ela se tornasse companheira de Lennon.   Ono explicou que ela e Lennon não estavam se dando bem, eles estavam discutindo e se distanciando, e que Lennon começaria a sair com outras mulheres. Ela ressaltou que Lennon disse que achava Pang sexualmente atraente. Pang respondeu que nunca poderia começar um relacionamento com Lennon, pois ele era seu empregador e casado. Ono ignorou os protestos de Pang e disse que ela iria resolver tudo.  Ono confirmou mais tarde esta conversa numa entrevista. 
Na época em que Lennon teve seu relacionamento de 18 meses com Pang, ele estava em um período de sua vida que mais tarde chamou de "Fim de Semana Perdido", em referência ao filme e romance de mesmo título. 
Em outubro de 1973, Lennon e Pang deixaram Nova York para Los Angeles para promover Mind Games, e decidiram ficar por um tempo, morando no apartamento do advogado Harold Seider por alguns dias e depois na casa de Lou Adler.  Enquanto estava lá, Lennon se inspirou para embarcar em dois projetos de gravação: fazer um álbum com as antigas canções de rock 'n' roll que o inspiraram a se tornar um músico e produzir outro artista. Em dezembro de 1973, Lennon colaborou com Phil Spector para gravar o álbum de clássicos Rock 'n' Roll. A bebida de Lennon e o comportamento errático de Spector (que incluía disparar uma arma na sala de controle do estúdio) fizeram com que as sessões fossem interrompidas.  Então Spector, que alegou ter sofrido um acidente de carro, pegou as fitas da sessão e ficou inacessível.
Em março de 1974, Lennon começou a produzir o álbum Pussy Cats de Harry Nilsson,  assim chamado para combater a imagem de "bad boy" que a dupla ganhou na mídia com dois incidentes de bebida no Troubadour . A primeira foi quando Lennon colocou um Kotex na testa e brigou com uma garçonete em um show de Ann Peebles, que havia lançado "I Can't Stand the Rain", um dos discos favoritos de Lennon no momento; e a segunda, duas semanas depois, quando Lennon e Nilsson foram expulsos do mesmo clube após vaiarem os Smothers Brothers. Lennon achou que seria uma boa ideia os músicos morarem sob o mesmo teto para garantir que chegariam ao estúdio na hora certa, então Pang alugou uma casa de praia em Santa Monica para ela, Lennon, Nilsson, Ringo Starr e Keith Moon morarem. Naquela época, Pang encorajou Lennon a entrar em contato com familiares e amigos. Ele e Paul McCartney fizeram as pazes e tocaram juntos pela primeira e única vez após a separação dos Beatles (veja A Toot and a Snore em 74). Pang também providenciou que Julian Lennon visitasse seu pai pela primeira vez em mais de dois anos. 
Julian começou a ver seu pai com mais regularidade. Lennon comprou para Julian uma réplica de uma guitarra Gibson Les Paul e uma bateria eletrônica no Natal de 1973 e encorajou o interesse de Julian pela música mostrando-lhe alguns acordes.   "Meu pai e eu nos demos muito melhor naquela época", lembra Julian. "Nós nos divertimos muito, rimos muito e nos divertimos muito em geral quando ele estava com May Pang. Minhas memórias daquele tempo com papai e May são muito claras — foram os momentos mais felizes que consigo lembrar com eles."  A capa do sétimo álbum de Julian, Jude, apresenta uma foto dele de infância tirada por Pang. 
Em junho de 1974, Lennon e Pang voltaram a morar em Manhattan. Lennon parou de beber e se concentrou na gravação.  Lennon já teve gatos enquanto morava na casa de sua tia Mimi em Liverpool; ele e Pang adotaram dois gatos que chamaram de Major e Minor.   No início do verão, Lennon estava trabalhando em seu álbum Walls and Bridges quando o casal se mudou para uma cobertura na 434 East 52nd Street. Em 23 de agosto, Lennon e Pang alegaram ter visto um OVNI do terraço, que tinha uma vista panorâmica do Queens. Para ter acesso ao convés, Lennon e Pang tiveram que sair pela janela da cozinha.  Na noite em questão, um Lennon nu chamou Pang animadamente para se juntar a ele no convés externo e ambos observaram um objeto circular flutuando silenciosamente a menos de 30 metros de distância.  Lennon ligou para Bob Gruen — fotógrafo "oficial" de Lennon — e contou o que havia acontecido. Gruen sugeriu que Lennon chamasse a polícia, mas Lennon riu, dizendo: "Não vou ligar para o jornal e dizer 'Aqui é John Lennon e eu vi um disco voador ontem à noite.'" Gruen ligou para a delegacia de polícia local, que confirmou que três outras pessoas relataram um avistamento, e o Daily News escreveu que cinco pessoas relataram um avistamento na mesma área de Nova York onde Lennon e Pang viviam.  Lennon se refere ao incidente na música "Nobody Told Me".
Walls and Bridges alcançou o primeiro lugar nas paradas de álbuns. Lennon alcançou seu único single solo número um nos EUA em sua vida com "Whatever Gets You thru the Night". A voz de Pang é a que sussurra o nome de Lennon em "#9 Dream". “Surprise, Surprise (Sweet Bird of Paradox)” foi escrito sobre ela. Julian tocou bateria na última faixa do álbum, "Ya Ya".  Durante a gravação de Walls and Bridges, Al Coury, vice-presidente de promoção da Capitol Records, tomou posse das caóticas fitas da sessão de Spector e as levou para Nova York. Lennon completou seu álbum de clássicos, intitulado Rock 'n' Roll, com os mesmos músicos que usou em Walls and Bridges . Pang recebeu um disco de ouro da RIAA por seu trabalho em Walls and Bridges e continuou seu trabalho como coordenadora de produção do álbum Rock 'n' Roll de Lennon, onde foi creditada como "Madre Superiora". Pang também trabalhou em álbuns de Nilsson, Starr, Elton John e David Bowie. 
Ao visitar Mick Jagger no complexo de Andy Warhol em Montauk, Nova York, Lennon e Pang viram uma casa de campo em estilo escocês à venda perto do Farol de Montauk Point . Lennon pediu a um corretor imobiliário que fizesse uma oferta em fevereiro de 1975.   No mesmo mês, Lennon e Pang também planejavam visitar Paul e Linda McCartney em Nova Orleans, onde Wings estava gravando o álbum Venus and Mars, mas Lennon se reconciliou com Ono um dia antes da visita planejada, depois que Ono disse que tinha uma nova cura para o hábito de fumar de Lennon.   Após a reunião, ele não voltou para casa nem ligou para Pang. Quando Pang telefonou no dia seguinte, Ono disse que Lennon não estava disponível porque estava exausto após uma sessão de hipnoterapia. Dois dias depois, Lennon reapareceu em uma consulta odontológica conjunta; ele estava tão estupefato e confuso que Pang acreditou que ele havia sofrido uma lavagem cerebral. Lennon disse a Pang que havia se reconciliado com Ono e que seu relacionamento havia acabado.  Nos anos seguintes, Pang encontrou Lennon discretamente algumas vezes, mas o relacionamento deles nunca foi reatado. 
Lennon lamentou esse período publicamente, mas não em particular. O jornalista Larry Kane, que fez amizade com Lennon em 1964, escreveu uma biografia abrangente de Lennon que detalhou o período do "Fim de Semana Perdido". Na entrevista com Kane, Lennon explicou seus sentimentos sobre seu tempo com Pang; "Você sabe, Larry, talvez eu tenha sido o mais feliz que já fui... Eu amava essa mulher (Pang), fiz uma música linda e fiquei tão ferrado com bebida, drogas e sei lá mais o quê."  

### Livros de Pang sobre Lennon

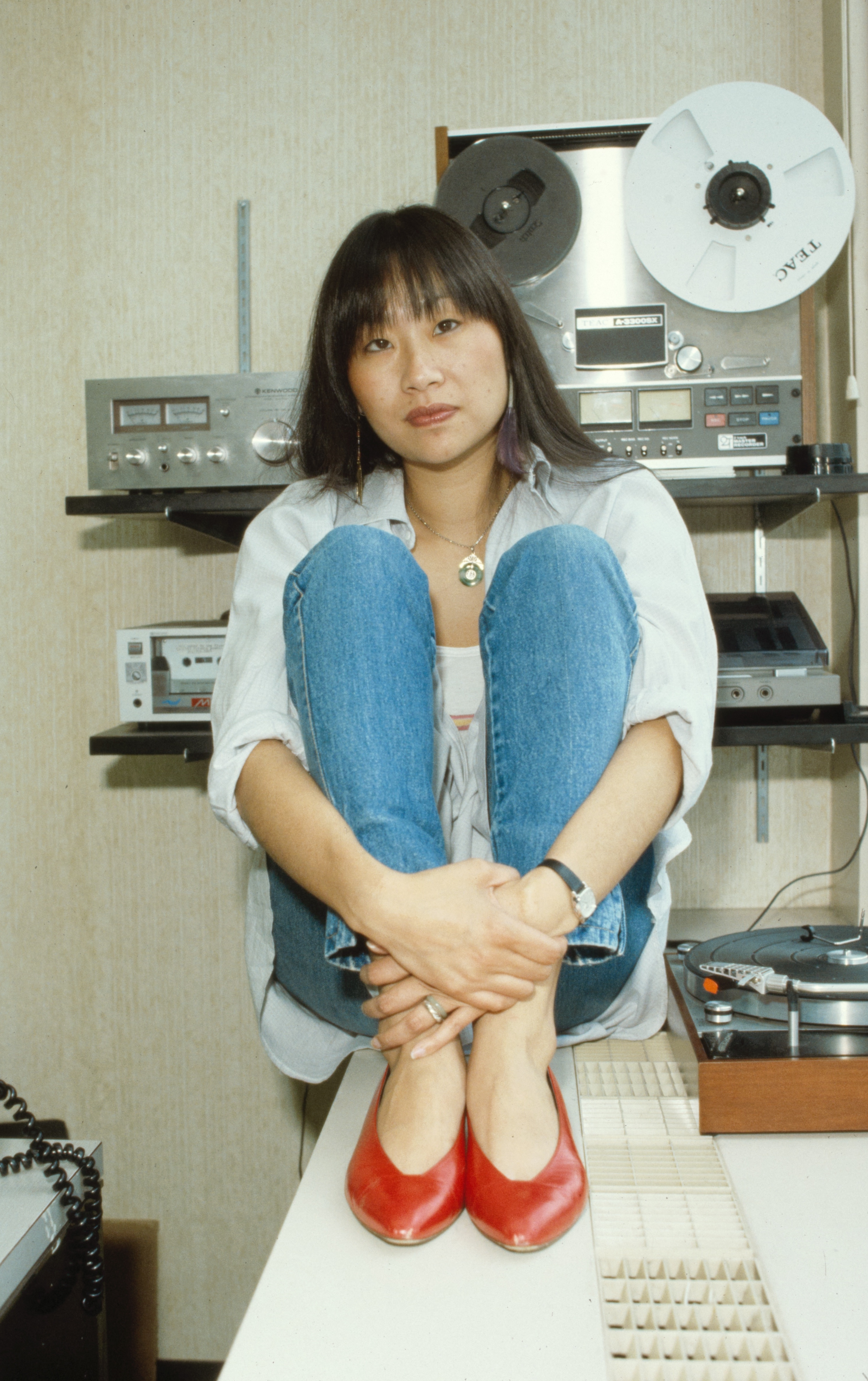
Pang em 1983

Depois que Lennon retornou a Ono, Pang começou a trabalhar para a United Artists Records e a Island Records como gerente de relações públicas,  trabalhando em álbuns de Bob Marley e Robert Palmer.
Pang publicou seu livro de memórias Loving John em 1983. Foi atualizado e renomeado para John Lennon: The Lost Weekend. O livro original de 500 páginas de Loving John se concentrou principalmente no papel de Pang nos álbuns e sessões de Lennon.  Foi editado para 300 páginas, concentrando-se principalmente nos aspectos sensacionais do relacionamento deles. Também incluía cartões postais que Lennon havia escrito para Pang durante suas viagens pelo mundo no final da década de 1970. Pang afirma que ela e Lennon permaneceram amantes até 1977 e mantiveram contato até sua morte. 
O livro de fotografias de Pang, Instamatic Karma, foi publicado em 2008.   Além dos retratos pessoais espontâneos, o livro contém algumas fotografias historicamente importantes, como Lennon assinando a dissolução oficial da parceria dos Beatles,  e uma das últimas fotografias conhecidas de Lennon e Paul McCartney juntos.  Cynthia Lennon também fez um endosso na contracapa, reconhecendo o papel de Pang na reunião de Lennon com seu primeiro filho afastado, Julian. 

## DocumentárioThe Lost Weekend
O Festival de Cinema de Tribeca anunciou a estreia em 2022 de The Lost Weekend: A Love Story, um documentário de 97 minutos sobre a vida de Pang e seu relacionamento com Lennon, em 10 de junho, por meio de exibição virtual em casa. O filme foi produzido e dirigido por Eve Brandstein, Richard Kaufman e Stuart Samuels.  The Lost Weekend estreou nos cinemas internacionais por um período limitado em 13 e 14 de abril de 2023   e ficou disponível via streaming e em BluRay em outubro de 2023.  

## Fotografia
Coincidindo com o lançamento do documentário de 2022, Pang publicou uma coleção de suas fotografias de Lennon que foram disponibilizadas para venda em uma exposição itinerante chamada The Lost Weekend: The Photography of May Pang.     

## Joalheria
Pang começou seu próprio negócio de joias. Ela projeta joias de feng shui em aço inoxidável.  

## Vida pessoal subsequente
Pang se casou com o produtor musical Tony Visconti em 1989; o casal se divorciou em 2000.  Eles tiveram dois filhos. Pang mantém contato com algumas pessoas de sua época com Lennon, e Paul McCartney a convidou para o serviço memorial de Linda McCartney.  Ela foi convidada para o The Concert for George em 2002 e permaneceu próxima de Cynthia Lennon e do primeiro filho de Lennon, Julian.  
Apesar de não terem tido contato por 30 anos, em 9 de outubro de 2006, Pang acidentalmente conheceu Ono na Islândia, no que seria o aniversário de 66 anos de Lennon. Ono estava na Islândia para inaugurar uma escultura em Reykjavík e estava hospedado no mesmo hotel. 
Pang ainda mora na cidade de Nova York. Ela é voluntária em um abrigo de animais chamado Animal Haven em Nova York e tinha um cachorro que foi resgatado após o furacão Katrina.  Ela também é co-apresentadora de um programa de rádio na Internet, Dinner Specials with Cynthia and May Pang, no blogtalkradio.com, com a parceira no ar Cynthia Neilson. 